# Poppenricht
Poppenricht est une commune de Bavière (Allemagne), située dans l'arrondissement d'Amberg-Sulzbach, dans le district du Haut-Palatinat entre Sulzbach-Rosenberg à 5 km au nord-ouest et Amberg à 6 km au sud-est.

## Jumelage

Situation de Poppenricht dans l'arrondissement d'Amberg-Sulzbach

- Krems in Kärnten (Autriche)